# Empusa
Empusa (altgriechisch Ἔμπουσα Émpousa) ist in der Griechischen Mythologie eine weibliche Spukgestalt und ein Schreckgespenst.
Die Etymologie des Namens Empusa ist unklar. In ihrer Erscheinungsform ähnelt sie anderen Dämonen wie den Lamien und Mormolyken. Sie gehört zu den unheimlichen, von der Göttin Hekate zum Erschrecken von Wanderern und Unglücklichen gesandten Gespenstern (Hekataia) und besitzt die Fähigkeit, in verschiedensten Gestalten zu erscheinen. Bisweilen wird sie auch mit Hekate gleichgesetzt.
Zuerst fassbar ist die Gestalt der Empusa in der griechischen Komödie, insbesondere in Aristophanes’ etwa 405 v. Chr. uraufgeführtem Werk Die Frösche. Als der Gott Dionysos und sein Sklave Xanthias sich auf dem Weg zur Unterwelt befinden, tritt Empusa in unterschiedlichen Tierformen (Rind, Maulesel, Hund) sowie als schöne Frau auf. Sie besitzt ein feuriges Antlitz sowie ein Bein aus Erz und eines aus Kuh- oder Eselsmist. Laut anderen Quellen ist das eine Bein hingegen ein Eselsfuß (daher ihr Beiname Onoskelis). An einer anderen Stelle sagt Aristophanes, dass Empusa in eine blutgeschwollene Blase gehüllt sei.
Der griechische Sophist Flavius Philostratos erzählt in seinem Leben des Apollonios von Tyana, dass dieser Wundermann eine hier als eine Art Nachtgespenst dargestellte Empusa traf und verscheuchen konnte, indem er ihr Beleidigungen zurief, worauf sie mit einem schrillen Ton das Weite suchte. Im gleichen Werk führt Philostratos aus, dass die Empusa Männern in der Gestalt einer schönen Frau erschien und sie verführte, um ihnen im Schlaf nach dem Liebesgenuss das Blut auszusaugen und deren Fleisch zu verzehren.
In den Bereich des Empusa-Mythos gehört auch ein ephesisches Märchen des Aristokles. Laut dieser Geschichte hasste ein adliger Ephesier die Frauen und verkehrte daher mit einer Eselin, die daraufhin ein schönes Mädchen zur Welt brachte, das den Namen Onoskelia (oder Onoskelis) erhielt.
Die volkstümlichen Vorstellungen der Gestalt der Empusa als blutdürstiges Gespenst ähneln dem späteren Vampirglauben des Balkans.
Goethe lässt in der im zweiten Teil seines Faust beschriebenen Walpurgisnacht auch eine Empusa und Lamien auftreten.